# Al-Chadra
Al-Chadra (arab. الخضراء) – wieś w Syrii, w muhafazie Aleppo, w dystrykcie Afrin. W 2004 roku liczyła 1131 mieszkańców.